# JTBC 특집 프로그램
JTBC 특집 프로그램은 대한민국의 종합편성채널인 JTBC를 통해 특별 방송하는 모든장르 프로그램이다.

## 작품 목록

### 2010년대

#### 2011년
- 《부활TBC 탄생JTBC》 : 2011년 12월 1일 (목)

- 우보기행

- 구석구석 동네왕

- TBC 추억여행

- 우보기행

- 파병다큐 히어로

- 2012 국가아젠다 내/일

- 2012 희망을 쏘다

- 드림택시

- 코티! 차를 완성하다

- 감성르포 동물원

- 탈북 1.5

- 불치의 암, 희망은 있다

- 특집다큐 창조인

- 수시합격 대담한 선택

- 골든 디스크

#### 2014년
- 《벼랑 끝에서 찾은 희망의 노래》 : 2014년 5월 25일 (일)

- 《사이공, 1975》 : 2014년 7월 5일 (일) ~ 7월 12일 (토)

- 《탑 디자이너 2014》 : 2014년 10월 24일 (금)

- 《이영돈PD의 2014 현장속으로》 : 2014년 12월 26일 (금) ~ 12월 27일 (토)

- 《JTBC 특집 다큐 '아이들이 상처받는 나라'》 : 2014년 12월 27일 (토)

#### 2015년
- 《2015 행복을 부탁해》 : 2015년 1월 2일 (금)

- 《세계의 밥상》 : 2015년 1월 3일 (토)

- 《JTBC 특집 다큐 '아이들이 행복한 나라'》 : 2015년 1월 3일 (토)

- 《JTBC 특집 다큐 '비화 아덴만 여명작전 7일간의 기록'》 : 2015년 1월 25일 (일)

- 《2015 LPGA JTBC 파운더스컵》 : 2015년 3월 20일 (금) ~ 3월 23일 (일) / JTBC, JTBC GOLF 동시 생중계

- 《스무살 루키 김효주의 네버엔딩 스토리》 : 2015년 4월 15일 (수)

- 《북한이탈청소년들의 도전, 한겨레학교》 : 2015년 4월 28일 (화)

- 《중앙일보-CIS 포럼 2015》 : 2015년 5월 16일 (토)

- 《중앙일보-제주포럼 2015》 : 2015년 5월 31일 (일)

- 《학교 가는 길》 : 2015년 6월 14일 (일)

- 《2015 윔블던 테니스 대회》 : 2015년 7월 7일 (화) ~ 7월 12일 (일) / JTBC, JTBC3 FOX SPORTS 동시 생중계

- 《제11회 전국대학생토론대회》 : 2015년 8월 30일 (일)

- 《표준, 미래를 이끌다》 : 2015년 9월 2일 (수)

- 《미디어 혁신, 내일로 통하다》 : 2015년 10월 4일 (일)

- 《2015 중앙 서울 마라톤》 : 2015년 11월 1일 (일) / JTBC, JTBC3 FOX SPORTS 동시 생중계

- 《말의 마법》 : 2015년 12월 13일 (일)

- 《국민 행복을 디자인하다》 : 2015년 12월 16일 (수)

- 《멘토가 필요해》 : 2015년 12월 20일 (일)

- 《조선을 향한 생명과 사랑, 윌리엄 스크랜턴》 : 2015년 12월 24일 (목)

- 《기억해 2015 기대해 2016》 : 2015년 12월 31일 (목)

#### 2016년
- 《신년특집 줄리안과 로빈, 한국의 시민을 만나다》 : 2016년 1월 1일 (금)

- 《JTBC · 중앙일보 신년특집 탈출 저출산, 아이가 희망이다》 : 2016년 1월 1일 (금)

- 《청년희망프로젝트》 : 2016년 2월 28일 (일) ~ 3월 6일 (일)

- 《JTBC X 여성중앙 여자찾기 프로젝트 지금, 여자입니다》 : 2016년 3월 5일 (토)

- 《2016 LPGA JTBC 파운더스컵 최종 라운드》 : 2016년 3월 21일 (월) / JTBC, JTBC GOLF 동시 생중계

- 《도로 위의 전쟁 올해의 차 코티, 최고들의 도로 위 진검승부》 : 2016년 3월 27일 (일)

- 《제12회 대학생 토론대회》 : 2016년 9월 11일 (일)

- 《평화 오디세이 2016 - 발해를 꿈꾸며》 : 2016년 9월 14일 (수)

- 《글로벌 채텀하우스 포럼 2016》 : 2016년 10월 16일 (일)

- 《JTBC 특별대담 - 미국의 선택 그리고 우리는》 : 2016년 11월 9일 (수)

- 《식탁, 안전을 외치다》 : 2016년 11월 20일 (일)

- 《패션 다큐멘터리 나는#서울패피다》 : 2016년 11월 20일 (일)

- 《2016 저출산 보고서 나도 아기를 낳고 싶다》 : 2016년 11월 27일 (일)

- 《기억해 2016 기대해 2017》 : 2016년 12월 31일 (토)

#### 2017년
- 《트와이스 로스트 타임》 : 2017년 1월 24일 (화) ~ 1월 31일 (화)

- 《어머님이 누구니》 : 2017년 1월 28일 (토)

- 《더 레이서 0.0001초의 승부》 : 2017년 2월 19일 (일)

- 《JTBC 특집다큐 디자인, 사람을 만나다》 : 2017년 2월 26일 (일)

- 《JTBC 특집토론 - 탄핵심판 이후 대한민국, 어디로 갈까》 : 2017년 3월 10일 (금)

- 《꿈꾸는 청년, 뻔뻔한 도전》 : 2017년 3월 12일 (일)

- 《2017 코티, 첨단으로 승부하라!》 : 2017년 3월 25일 (토)

- 《100세 청춘의 나라 쿠바를 가다》 : 2017년 3월 26일 (일)

- 《육감적중쇼 n분의1》 : 2017년 3월 31일 (금), 4월 7일 (금)

- 《오픈남녀》 : 2017년 4월 14일 (금)

- 《당신이 몰랐던 건강한 우유 이야기》 : 2017년 5월 12일 (금)

- 《나는 대한민국 유권자다》 : 2017년 5월 13일 (토)

- 《수상한 휴가 가자go》 : 2017년 5월 24일 (수), 5월 31일 (수)

- 《와이드앵글 익스트림 골프챌린지 2017》 : 2017년 6월 18일 (일)

- 《더 맛있는 레시피 우유에 빠지다》 : 2017년 6월 27일 (화)

- 《2017 중앙일보 CSIS 포럼》 : 2017년 7월 3일 (월)

- 《인류 미래의 빛 플라스마》 : 2017년 7월 6일 (목)

- 《탐스머슬》 : 2017년 8월 13일 (일), 8월 20일 (일), 8월 27일 (일)

- 《100세 시대 건강의 비밀, 단백질》 : 2017년 9월 26일 (화)

- 《2017 중앙 서울 마라톤》 : 2017년 11월 5일 (일) / JTBC, JTBC3 FOX SPORTS 동시 생중계

- 《영국의 품격, 브리티시 럭셔리를 만나다》 : 2017년 11월 17일 (금)

- 《청년, 해외에서 길을 찾다》 : 2017년 12월 2일 (토)

- 《JTBC 특집 다큐멘터리 지금은 에너지 재생시대》 : 2017년 12월 23일 (토)

#### 2018년
- 《아이돌 직업일기 굿잡2》 : 2018년 7월 3일 (화) ~ 7월 16일 (월)

- 《2018 US오픈 테니스》 : 2018년 8월 29일 (수) ~ 8월 31일 (금) / JTBC, JTBC3 FOX SPORTS 동시 생중계

- 《米라클 프로젝트 픽미픽미》 : 2018년 9월 22일 (토)

- 《서울 평양 - 두 도시 이야기》 : 2018년 9월 23일 (일) ~ 9월 24일 (월)

- 《2018 대한민국 열린 토론대회》 : 2018년 10월 7일 (일)

- 《2018 강남페스티벌 '영동대로 K-POP 콘서트'》 : 2018년 10월 14일 (일)

- 《나눔 에세이, 그곳으로 가다》 : 2018년 10월 17일 (수), 10월 24일 (수)

- 《J CSIS FORUM 2018 - 평화를 향한 분투》 : 2018년 11월 3일 (토)

- 《2018 JTBC 서울 마라톤》 : 2018년 11월 4일 (일) / JTBC, JTBC3 FOX SPORTS 동시 생중계

- 《내 연애의 기억》 : 2018년 12월 28일 (금), 2019년 1월 4일 (금)

#### 2019년
- 《2019 호주 오픈 테니스》 : 2019년 1월 15일 (화) / JTBC, JTBC3 FOX SPORTS 동시 생중계

- 《하나원큐 K리그1 2019 개막전 - 전북 vs 대구》 : 2019년 3월 1일 (금) / JTBC, JTBC3 FOX SPORTS 동시 생중계

- 《코드명 '그린' 에너지를 바꿔라》 : 2019년 3월 23일 (토)

- 《나눔 에세이, 희망을 품다》 : 2019년 5월 2일 (목) ~ 5월 9일 (목)

- 《하나원큐 K리그1 2019 - 수원 vs 서울》 : 2019년 5월 5일 (일) / JTBC, JTBC3 FOX SPORTS 동시 생중계

- 《나눔 에세이, 사랑을 담다》 : 2019년 6월 13일 (목) ~ 6월 20일 (목)

- 《파머스마켓》 : 2019년 6월 27일 (목)

- 《2019 대한민국 열린 토론대회》 : 2019년 9월 28일 (토)

- 《2019 JTBC 서울 마라톤》 : 2019년 11월 3일 (일) / JTBC, JTBC3 FOX SPORTS 동시 생중계

- 《특집 다큐멘터리 말에 빠지다》 : 2019년 11월 9일 (토)

- 《청년농부들의 新전원일기》 : 2019년 11월 14일 (목)

- 《2019 두바이컵 - 대한민국 vs 바레인》 : 2019년 11월 15일 (금) / JTBC, JTBC3 FOX SPORTS 동시 생중계

- 《2019 두바이컵 - 대한민국 vs 이라크》 : 2019년 11월 17일 (일) / JTBC, JTBC3 FOX SPORTS 동시 생중계

- 《미래교육 특별기획 유년의 숲》 : 2019년 11월 21일 (목)

- 《JTBC 창사기획 평화전쟁 1019》 : 2019년 11월 23일 (토) ~ 11월 24일 (일)

- 《나눔 에세이, 꿈을 품다》 : 2019년 11월 28일 (목)

- 《유학 다녀오겠습니다 in 몰타》 : 2019년 12월 1일 (일) ~ 12월 8일 (일)

- 《오늘부터 파티시에》 : 2019년 12월 11일 (수) ~ 12월 25일 (수)

### 2020년대

#### 2020년
- 《특집 슈가맨, 양준일 91.19》 : 2020년 1월 16일 (목) ~ 1월 23일 (목)

- 《헤어지기 전 몰래 하고 싶었던 말》 : 2020년 1월 26일 (일) ~ 1월 27일 (월)

- 《스테이션》 : 2020년 5월 23일 (토)

- 《드라마 맛집 JTBC 7월의 레시피》 : 2020년 7월 1일 (수)

- 《2020 LPGA ANA 인스퍼레이션》 : 2020년 9월 14일 (월) / JTBC, JTBC GOLF 동시 생중계

- 《위기를 기회로 지금은 언택트시대》 : 2020년 9월 19일 (토)

- 《하나은행 FA컵 결승 2차전 - 전북 vs 울산》 : 2020년 11월 8일 (일) / JTBC, JTBC GOLF&SPORTS 동시 생중계

- 《Who am I 입양인, 나를 노래하다》 : 2020년 12월 3일 (목)

- 《슬기로운 소비 생활 지구를 위한 30일 챌린지》 : 2020년 12월 10일 (목)

- 《특별기획 자율주행게임쇼 도시탈출 라이브》 : 2020년 12월 17일 (목)

- 《특집다큐 혁신학교, 코로나19 대응기》 : 2020년 12월 26일 (토)

#### 2021년
- 《특집 다큐멘터리 행복한 사람들의 작은 도서관》 : 2021년 1월 2일 (토)

- 《JTBC 교육특집 투모로우 클라스 1부》 : 2021년 2월 14일 (일) ~ 2월 21일 (일)

- 《LPGA 드라이브 온 챔피언십 프리젠티드 바이 볼빅 FR》 : 2021년 3월 8일 (월) / JTBC, JTBC GOLF 동시 생중계

- 《2021 LPGA ANA 인스퍼레이션 1R》 : 2021년 4월 2일 (금) / JTBC, JTBC GOLF 동시 생중계

- 《2021 LPGA 휴젤-에어프레미아 LA 오픈 FR》 : 2021년 4월 25일 (일) / JTBC, JTBC GOLF 동시 생중계

- 《2021 KGA 코오롱 제63회 한국오픈 3R ~ FR》 : 2021년 6월 26일 (토) ~ 6월 27일 (일) / JTBC, JTBC GOLF 동시 생중계

- 《'24,000'의 승부, 해전》 : 2021년 8월 1일 (일)

- 《이제는 챔피언이다 축구하는 여자들》 : 2021년 12월 13일 (월)

#### 2022년
- 《카운트다운! AI 대선을 만드는 사람들》 : 2022년 3월 20일 (일)

- 《지역이 경쟁력이다 상생형 지역 일자리》 : 2022년 4월 29일 (금)

- 《아티스트 웨이》 : 2022년 5월 16일 (월) ~ 5월 30일(월)

- 《마주할 수밖에》 : 2022년 5월 22일 (일)

- 《2022 LPGA 마이어 LPGA 클래식》 : 2022년 6월 19일 (일) ~ 6월 20일 (월) / JTBC, JTBC GOLF 동시 생중계

- 《2022 KGA 코오롱 제64회 한국오픈 3R ~ FR》 : 2022년 6월 25일 (토) ~ 6월 26일(일) / JTBC, JTBC GOLF 동시 생중계

- 《달콤한 인생》 : 2022년 8월 19일 (금)

- 《K-원전 'APR1400' 세계를 만나다》 : 2022년 10월 8일 (토) ~ 10월 22일 (토)

- 《폐기물의 재발견》 : 2022년 11월 5일 (토)

- 《대한민국 쌀, 아름다운 여정》 : 2022년 11월 11일 (금)

- 《상생으로 행복을 수놓다》 : 2022년 11월 19일 (토)

## 같이 보기
- JTBC